# Tears on My Pillow
Singles de Little Anthony and the Imperials
The Glory of Love
(1958)
Tears on My Pillow est une chanson du groupe américain Little Anthony and the Imperials (initialement publiée sous le nom de The Imperials). C'était leur premier single, il a sorti aux États-Unis sur le label End Records en 1958.
Aux États-Unis, la chanson de Little Anthony and the Imperials a atteint la 4e place dans le classement pop de Billboard, le Hot 100, et s'est vendu à plus d'un million d'exemplaires.

## Version de Kylie Minogue
Singles de Kylie Minogue
Never Too Late
(1989) Better the Devil You Know
(1990)
Clip vidéo
[vidéo] « Tears on My Pillow », sur YouTube
En 1989, Kylie Minogue a repris cette chanson pour le film australien The Delinquents (dans lequel elle a joué le rôle principal) et pour son album Enjoy Yourself. Sa version a également été publiée en single (en janvier 1990 comme le quatrième et dernier single tiré de l'album Enjoy Yourself).
Au Royaume-Uni, le single avec cette chanson de Kylie Minogue a atteint la 1re place du classement national des singles,. C'était la quatrième chanson de Kylie Minogue à atteindre la 1re place au Royaume-Uni.

### Production
La version de Kylie Minogue a été produite par Mike Stock, Matt Aitken et Pete Waterman.